# فرانك لان
فرانك لان (بالإنجليزية: Frank Lane)‏ هو شخصية أعمال أمريكي، ولد في 1 فبراير 1896 في سينسيناتي في الولايات المتحدة، وتوفي في 19 مارس 1981 في دالاس في الولايات المتحدة.